# Jacques Coelemans
Jacques Coelemans né Jocobus Coelemans, ou Jacob Coelemans, est un graveur en taille-douce et marchand d'estampes flamand né à Anvers le 23 août 1654, et mort à Aix-en-Provence le 11 février 1732.

## Biographie
Jacques Coelemans a été l'élève dans l'atelier de Frederik Bouttats le Jeune, en même temps que Michael van der Gucht (vers 1660-1725), d'après les inscriptions dans la Guilde anversoise de Saint-Luc dans l'année 1672-1673. Le 20 octobre 1680, il rejoint la « Sodaliteit van de Bejaerde Jongmans », une fraternité pour célibataires fondée par l'ordre des Jésuites.
Il s'installe à Aix-en-Provence en 1690. On ne connaît pas de gravures de lui avant son installation à Aix-en-Provence. Il a été appelé par Jean-Baptiste Boyer d'Éguilles, conseiller au parlement d'Aix, pour graver les tableaux de sa collection qu'il avait acquise dès son voyage en Italie. Sa collection était riche en tableaux des écoles d'Italie et de l'école française. On ne sait pas comment le marquis Boyer d'Éguilles a connu Jacques Coelemans. Édouard Fétis remarque que le marquis d'Éguilles avait connu à Paris Cornelis Vermeulen qui avait gravé son portrait par Hyacinthe Rigaud. Il suppose que c'est par son entremise qu'il a connu Jacques Coelemans. La gravure de la collection du marquis avait été commencée par Sébastien Barras. Le marquis, lui-même graveur amateur, en a réalisé quelques-unes. D'après Pierre-Jean Mariette, il a fallu dix ou douze ans pour réaliser ce travail. Jacques Coelemans a réalisé 118 gravues. Les dernières planches sont datées de l'année de la mort du marquis d'Éguilles, 1709. L'ouvrage qu'il voulait publier ne l'a été qu'après sa mort. Jacques Coelemans a obtenu du fils du marquis l'autorisation de publier ce recueil en un volume intitulé « Recueil des plus beaux tableaux du cabinet de messire Jean-Baptiste, seigneur d'Aguilles, conseiller au parlement de Provence, à Aix chez Jacques Colemans, graveur et marchand en taille-douce à la place proche la porte des Révérends pères Prêcheurs ». Ce recueil comprend 28 gravures à la manière noire par Sébastien Barras, 8 sont du marquis Boyer d'Éguilles et 82 en taille-douce par Jacques Coelemans.
Jacques Coelemans n'est pas revenu s'installer à Anvers. Il est resté à Aix-en-Provence où il va être absorbé par son métier de marchand d'estampes. Il s'est encore essayé à graver des portraits mais il ne maîtrisait plus aussi bien le burin.
Il est mort à Aix-en-Provence le 11 février 1732.
Pierre-Jean Mariette a réédité le recueil de la collection du marquis Boyer d'Éguilles en 1744 sous le titre « Recueil d'estampes d'après les tableaux des peintres les plus célèbres d'Italie, des Pays-Bas et de France, qui sont à Aix dans le cabinet de M. Boyer d'Aguilles, procureur général du Roy au Parlement de Provence, gravées par Jacques Coelemans d'Anvers, par les soins et sous la direction de Monsieur Jean-Baptiste Boyer d'Aguilles, conseiller au même Parlement. Avec une description de chaque tableau et le caractère de chaque peintre ». Sa composition a un peu changé car il n'y a plus que deux estampes de Sébastien Barras et aucune du marquis. Des gravures faites par Jacques Coelemans ont été ajoutées.
Ce nouveau recueil a été rapidement épuisé et a été réimprimé quelques années plus tard par Pierre-François Basan, mais l'usure des planches a donné une impression de moins grande qualité.

## Œuvres

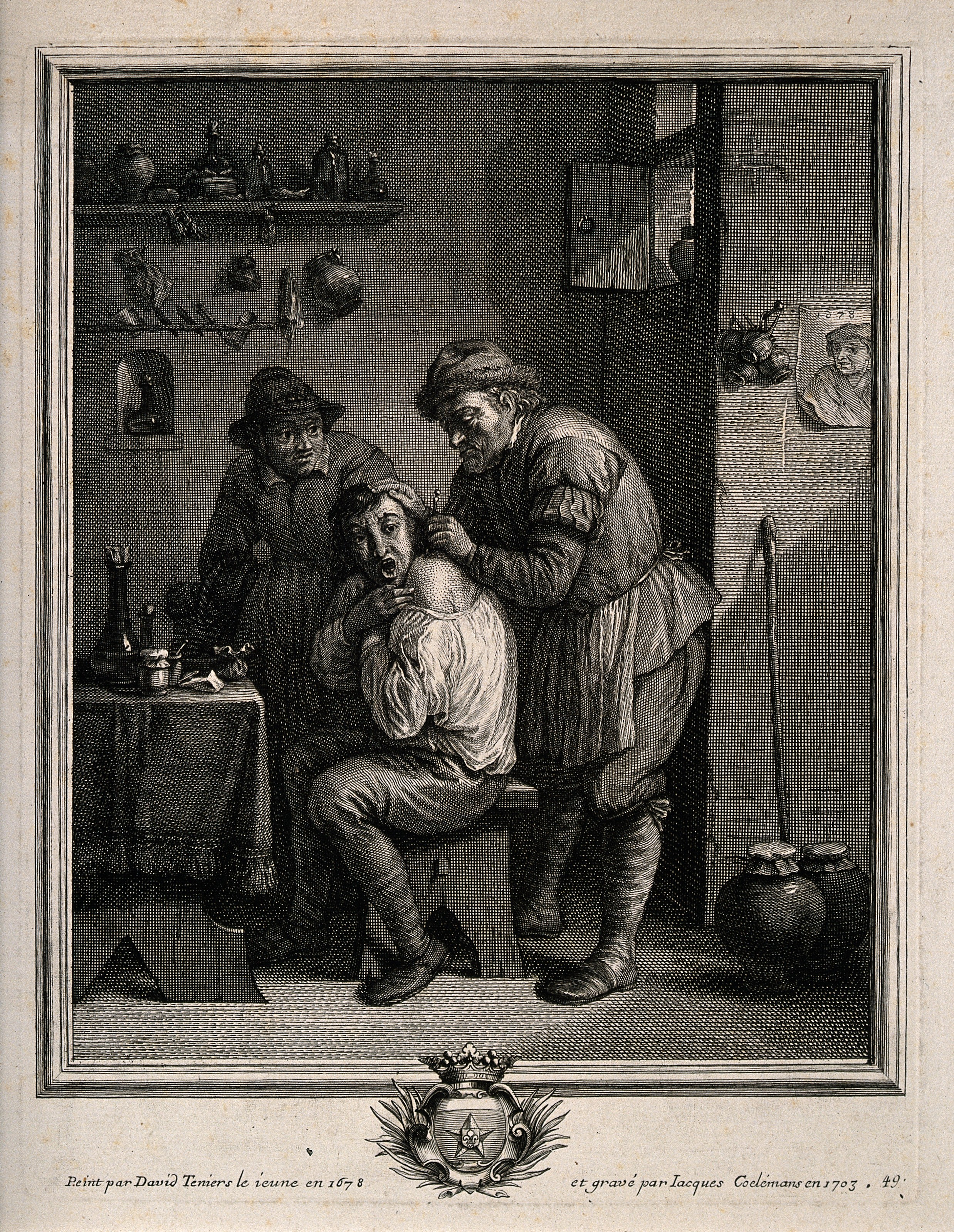
David Téniers le Jeune, Le chirurgien de village en opération

Parmi les tableaux de la collection du marquis Boyer d'Éguilles, il a gravé :
- Michelangelo Merisi da Caravaggio dit Le Caravage : La première entrevue de Jacob et Rachel, Laban accordant sa fille Rachel à Jacob,
- Antonio Allegri dit Le Corrège
- Andrea del Sarto : Vierge à l'Enfant avec saint Jean-Baptiste,
- Giovanni Benedetto Castiglione : Jacob quittant Laban pour s'en retourner dans son pays, Joueurs d'instruments, danseurs et buveurs,
- Le Parmesan : La Sainte Famille (Jésus et saint Jean),
- Raphaël Sanzio : Sainte Famille
- Francesco Vanni : Saint Dominique chez les Albigeois,
- Alessandro Turchi : Portrait de la maîtresse d'Alexandre Véronèse,
- Otto van Veen dit Otto Venius : Diane au bain ou La Métamorphose d'Actéon,
- Nicolas Loir : Agar consolée par l'Ange dans le désert, L'Annonciation, La Sainte Famille dans un paysage,
- Nicolas Poussin : Le Satyre, l'Amour et la Nymphe, La mort de Germanicus,
- Sébastien Bourdon : le Martyre de saint Barthélemy, Le mariage de sainte Catherine, La pêche miraculeuse, Un corps de garde avec soldats jouant aux dés,
- d'après un dessin de Sébastien Bourdon : Alexandre au tombeau d'Achille,
- d'après un dessin d'Eustache Lesueur : Le Parnasse présidé par Minerve et Mercure,
- Pierre Puget : Le fuite en Égypte, L'éducation de Jésus,
- Claude Spierre : Le massacre des innocents,
- Nicolas Pinson : Tobie et l'Ange,
- Francisque Millet : Bacchanale avec un Silène ivre, Paysage avec deux hommes parlant à une femme
- Pierre-Paul Rubens : Loth délivré par ses filles,
- Antoine van Dyck : Sainte Famille,
- David Teniers le Jeune : Le chirurgien de village en opération.
- Adrien van der Cabel : Saint Bruno sur des nuages avec les bras étendus,

Il a aussi gravé des portraits de cette collection :
- Hyacinthe Rigaud : Messire Boyer, seigneur d'Aguilles, Sylvius de Raousset, Cardinus Le Bret,
- Joseph Cellony (1662-1731) : François Boyer de Foresta, Philippe Meyronnet, doyen de la chambre des comptes de Provence.